# Musée Terracotta
 (avril 2022).
Causes possibles :
- Rédaction non-neutre car ne respectant pas la synthèse équilibrée attendue.
- Plan structurant la page comme une brochure promotionnelle ou une plaquette institutionnelle.
- Nombreuses informations sans réelle pertinence encyclopédique et pourtant montées en épingle. Ceci peut notamment se faire en recourant à des sources primaires ou non centrées, ou encore à un « cherry picking » des sources ; dans certains cas, cette utilisation des sources peut même donner lieu à une « synthèse inédite ».

Rappel : la pertinence des informations est à démontrer par des sources secondaires indépendantes et de qualité traitant le sujet.
 (novembre 2016).
Le Musée Terracotta, situé à la Bisbal d'Empordà (Catalogne), est un musée de poterie et céramique industrielle inauguré en 1991.

## Histoire
La poterie a été et est encore l'activité phare de la Bisbal d'Empordà. Dans l'enceinte de la ville, l'un des principaux moteurs économiques qui soit, et crée toujours de l'emploi au sein d'un pourcentage important de la population locale, a été mis en place. Cette activité a une tradition de plusieurs siècles en arrière; la première note documentée, qui mentionne le métier de potier à la Bisbal, se trouve dans un  recueil datant de 1511. Depuis sa création, cette entreprise a créé un important patrimoine matériel au fil des ans.
Le musée a pour objectif de préserver, conserver et de diffuser ce matériel du patrimoine culturel lié à la céramique de la Bisbal et d'organiser une structure d'interprétation proposée du système socio-économique généré par cette industrie ; un modèle social qui a toujours conduit à des schémas sociaux et culturels spécifiques. L'objectif est également de porter à la connaissance le processus d'industrialisation particulier produit dans ce domaine. En ce sens, le Musée Terracotta représente, pour l'industrie de la céramique de la Bisbal d'Emporda et les comtés de Gironès, l'emblème d'un secteur privilégié ; le musée est sans doute, en ce moment, le pari culturel le plus prometteur de la ville.

## Exposition
Le Terracotta Musée a une collection de 11 000 pièces, desquelles 3 000 procèdent de toute la péninsule Ibérique et ont été cédées par la Généralité de Catalogne. 
L'exposition est organisée en quatre domaines thématiques, que traitent la céramique, la céramique pré-industrielle, la céramique industrielle et un hommage à ses créateurs.

### Domaines
- La céramique: Le développement de l'industrie de la céramique dépend largement des conditions environnementales de la zone où l'activité a lieu. La céramique nécessite d'avoir à portée de main des matières premières que seule la nature peut offrir : l'argile, du carburant et de l'eau. Le massif des Gavarres est la zone naturelle qui fournit traditionnellement les matières premières de la Bisbal, ce qui, par conséquent, a rendu possible le développement de l'industrie. , Les potiers de la Bisbal ont extrait, des dépôts d'argile de ce mont, le type de terre le plus approprié et dans ses forêts, une grande variété de bois a permis de s'adapter aux différents besoins soulevés par les techniques de cuisson de la Bisbal. Les objets en céramique, tant de tuilerie que de poterie sont, dans toutes leurs simplicité et quotidienneté, l'une des manifestations humaines ayant le mieux mis en évidence les changements et l'évolution historique. Ils apparaissent dans toutes les civilisations et à toutes les époques historiques. La création de formes élémentaires, et universelles est étroitement liée aux besoins qui se sont posés pour l'humanité au fil du temps, et ont varié en parallèle dans leur développement historique. Les formes les plus simples (cylindriques et prismatiques) sont adaptées aux besoins les plus fondamentaux de l'homme comme la nourriture, la boisson et la construction. Plus tard, à mesure qu'apparaissent de nouveaux besoins, les objets en terre cuite prennent d'autres fonctions, et deviennent l'un des matériaux de prédilection pour réaliser des expressions artistiques ou décoratives[2].
- La céramique pré-industrielle : tuiles et poteries. Les carreaux et la poterie sont tous deux liés à un modèle de société à prédominance rurale, agricole et d'économie de subsistance. Le fabricant de carrelage élabore des pièces destinées à remplir des fonctions auxiliaires pour la construction. Ces produits sont rudimentaires, austères et simples ; les objets sont ´conçus pour pouvoir supporter etsoutenir de grandes quantités, ce qui justifie leur résistance. Les carrelages sont fabriqués à la main, suivant le même procédé de réalisation à l'exception du moule en bois dans lequel ils sont façonnés. Lcarrelages se caractérisent par des formes carrées et rectangulaires, par leur épaisseur variable et par l'absence de décoration. Finalement, nous pourrions dire que certaines de ces pièces, bien que les procédés utilisés soient les mêmes que pour la céramique, sont beaucoup plus proches de la pierre que de la céramique en raison de leurs dimensions, leur épaisseur et leur poids. La poterie de la Bisbal se caractérise par sa fabrication avec un tour, son unique cuisson dans un four à bois (monocuisson) et trois finition principales: mat ou rustique (des pièces pour la construction et l'élevage), fumé (articles ménagers qui ont une couleur de fumée noire) et en verre ou vernis (couleur paille, rouge et vert avec engobes et galène ou vernis de plomb). L'utilisation du vernis pour la décoration a été limitée à certaines parties des pots dans le cas du travail de l'argile (cruches, marmites, pots de chambre, etc.). En revanche, les engobes locaux (rouges et blancs) étaient utilisés pour colorer les œuvres en pisé (assiettes, plateaux, bassines, bols)[3].
- La céramique industrielle: L'utilisation des machines dans l'industrie céramique a révolutionné le système de production traditionnel enréduisant à quelques minutes à l'aide d'un dispositif mécanique, certaines tâches du potier qui, avant l'apparition des machines, représentaient souvent un investissement considérable de temps et d'efforts. Le concept de céramique industrielle s'applique à tous les procédés liés à la céramique, pour lesquels l'énergie de l´Homme est remplacée par d'autres énergies non humaines, principalement mécaniques et électriques. Autant dire que l'industrialisation de la céramique ne se produit pas d'un seul coup mais progressivement et, par conséquent, durant de nombreuses années, les nouvelles techniques et les outils hérités de l'ère pré-industrielle ont cohabité. La mécanisation réduit considérablement le temps de fabrication d'un objet, en particulier de ceux produits en série et permet de réduire considérablement les coûts de fabrication. Même si la qualité de l'objet produit mécaniquement tend à être inférieure, plus le degré de connaissances d'une technique dans toutes ses phases est élevé, plus il est facile d'utiliser la machine correctement et d'en tester toutes ses formes d'utilisation[4].
- Les créateurs: Au début du XXe siècle, au cours de la période du modernisme, apparaît une série d'artistes-artisans hautement spécialisés qui vont donner une impulsion à une intense activité dans le domaine de la céramique artistique, les valeurs esthétiques et décoratives de la céramique prévalant alors sur celles de fonction et d'utilisation. Ces premiers artistes vont se consacrer (pleinement pour certains d'entre eux) à approvisionner un marché florissant avec des pièces alors méconnues. À partir de 1940, la chute de la production de la poterie traditionnelle s'aggrave, à un point proche de l'arrêt total, un modèle culturel, économique et social majeur de la société vers une société plus urbaine et industrielle se consolidant en parallèle. L'apparition de nouveaux matériaux de substitution à la céramique tels que le plastique ou l'acier inoxydable a aussi contribué à ce déclin. Une situation de déstructuration de la céramique qui aurait puse terminer si le «boom» du tourisme n'était pas survenu au cours des années cinquante. L'émergence et la consolidation progressive ultérieure du tourisme permettra à certains ateliers de la Bisbal de réorienter leur production et de s'adapter aux nouveaux besoins, tout en transformant les vieux pots d'argile essentiellement en objets principalement de décoration. Depuis et jusqu'à aujourd'hui, la céramique subira une transformation progressive en changeant les utilisations et les usages traditionnels en fonction des besoins esthétiques de ce nouveau public, en adaptant les dessins et les couleurs aux goûts des nouveaux consommateurs et les formes et techniques de décoration au style baroque. Cependant, cette circonstance a eu des conséquences importantes sur le type de production et, à partir de ce moment, les objets perdent leur sens de l'équilibre et la cohérence qu'ils possédaient jusque-là[5].

### Objets soulignés
- La terre: La terre est le matériau élémentaire utilisé par les céramistes pour fabriquer des objets. Mélangée avec de l'eau, elle devient une masse plastique malléable, qui conserve la forme donnée après séchage et, une fois cuite, se solidifie. Les terres sont situées dans les dépôts argileuxappelés carrières d'argile. La terre rouge, très plastique, a été traditionnellement utilisée dans la préparation de récipients à usage domestique ; la texture de la terre blanche, de texture plus dure, est plus appropriée pour les morceaux de tuiles[6].
- Marmite: L'industrie de la céramique, réfugiée dans la simplicité et la vie quotidienne, apparaît dans toutes les civilisations et à toutes les époques. L'évidente similitude formelle que l'on retrouve entre objets de périodes historiques très différentes et entre les cultures, nous démontre l'universalité et la pérennité de certains types d'objetsélémentaires, en particulier ceux liées à la nourriture : marmites, bols et carafes. Tous ces objets utiles démontrent la continuité de certaines utilisations, ainsi que la durabilité d'un mode de vie[7].
- Mesure de vin: Les céramistes de la Bisbal avaient un haut degré de connaissance de leur métier. La poterie traditionnelle suit toujours les critères de fonctionnalité, d'équilibre et de sobriété appropriés aux modes de vie ruraux et artisanaux, et son utilité a toujours été liée aux tâches quotidiennes : la cruche était la muse des sources et des puits, la marmite occupait sa place au dessus du foyer, la carafe conservait les olives, la bassine servait à l'abattage du porc et la jarre sentait la lessive[8].
- Carreau "d'embrasure": Le carrelage crée des objets destinés à la construction. Ce sont des produits que nous rapprochent des modes de vie liés à un monde recherchant la force et la solidité des choses, conçus pour faire face aux rigueurs du temps, aux coups d'animaux ou à l'excès de poids. Le travail de carrelage se caractérise par ses formes carrées et rectangulaires son épaisseur variable et son absence dedécoration ; lorsqu'il y en a une comme dans le cas du carrelage dit «d'embrasure», celle-ci est strictement fonctionnelle[9].
- Machine pour pétrir la terre: Initialement limitée à l'industrie des revêtements de sol, la mécanisation ne sera pas généralisée au reste de la fabrication de céramique de la Bisbal jusqu'à la deuxième décennie du XXe siècle. Jusqu'à cette époque, les innovations ne seront pas le résultat de l'incorporation de technologies, mais celui de l'optimisation et de l'amélioration de certaines phases de l'artisanat et de la spécialisation dans le travail. Ce n'est qu'en 1914 avec l'introduction de cette machine que l'industrialisation de la céramique de la Bisbal se consolidera. Le besoin de disposer d'importants stocks de terre, pour assurer l'augmentation de l'approvisionnement en argile aura pour conséquence l'apparition de la crépine; apparue avec d'autres machines complémentaires (lamineuses, tailleuses), elle facilitera autant la fabrication, à l'échelle industrielle, de carrelages mats utilisés pour le pavage que de carrelages vernis utilisés pour le revêtement. L'expansion de la production se traduira par une plus grande spécialisation productive et l'émergence des premières industries auxiliaires[10].
- Train chargé de carrelages: L'industrialisation progressive du travail entraîneraun plus grand besoin en stock de terre pour assurer l'approvisionnement. L'émergence de la crépine va accélérer cette phase du processus. Apparue en même temps que d'autres machines complémentaires (lamineuses, tailleuses manuelles), elle facilitera autant la fabrication, à l'échelle industrielle, de carrelages mats utilisés pour le pavage que de carrelages vernis utilisés pour le revêtement. L'expansion de la production se traduira par une plus grande spécialisation et l'émergence des premières industries auxiliaires, pendant que l'existence du chemin de fer facilitera le transport de marchandises[11].
- Pichet moderniste: Au cours du début du XXe siècle, la manufacture de poterie traditionnelle entre progressivement en crise, conditionné par le changement structurel impliquera la transformation progressive d'une société rurale en une autre, toujours plus urbaine. Cependant, loin d'effondrer le marché, cette situation stimulera l'émergence de produits manufacturés alternatifs tels que la céramique décorative et de développement extraordinaire que connaîtra la céramique architecturale[12].
- Lot de céramique décorative: Depuis 1940, la baisse de la production de poterie traditionnelle s'aggrave définitivement, principalement en raison de l'abandon progressif des activités paysannes traditionnelles pour un modèle de société plus urbain et industriel, et en raison de l'émergence de nouveaux matériaux de substitution. Une situation qui aurait pu se terminer si le "boom" du tourisme ne s'était produit au cours des années cinquante. Cela a permis à certains ateliers de la Bisbal de réorienter leur production et de transformer les vieux pots en argile essentiellement en objets de décoration, d'adapter leurs formes et couleurs aux goûts des nouveaux consommateurs[13].